# Hans-Jörg Packeiser
Hans-Jörg Packeiser (* 31. März 1956 in Hamburg) ist ein deutscher Trompeter, Musikpädagoge und Hochschulprofessor.

## Werdegang
Hans-Jörg Packeiser studierte Trompete bei Alfons Krause und Schulmusik in Hamburg, wo er 1983 das Staatsexamen ablegte. Weiterführende künstlerische Studien betrieb er bei Edward H. Tarr. Schwerpunktmäßig ist Packeiser im oratorischen Bereich und in der Besetzung Trompete & Orgel mit modernen Instrumenten tätig. Häufig nimmt er auch an Aufführungen mit Kompositionen von Werken des 20. und 21. Jahrhunderts teil. Seit Ende der 1970er Jahre ist er regelmäßiger Gast bei Kantaten und Oratorien in den Hamburger Hauptkirchen St. Petri, St. Katharinen und St. Jacobi. Seit über 25 Jahren konzertiert Packeiser auch im Ratzeburger Dom.

## Künstlerische Tätigkeit
Seit 1983 tritt er regelmäßig bei Konzerten mit historischen Instrumenten der Barockzeit als Mitglied im Trompetenconsort Friedemann Immer (Köln) auf; mit diesem Ensemble wirkte er bei zahlreichen Konzert-, Rundfunk- und CD-Produktionen mit, u. a. mit La Petite Bande (Sigiswald Kuijken), dem Leonhardt-Consort (Gustav Leonhardt), Collegium aureum, La chappelle Royale Paris (Philippe Herreweghe) und dem Concentus Musicus Wien (Nikolaus Harnoncourt). Produziert hat Packeiser auch diverse Solo-Aufnahmen in der Besetzung Trompete und Orgel mit Neithard Bethke (Ratzeburg) und mit seiner Schwester, der Kirchenmusikdirektorin und Organistin Dörte Maria Packeiser in Heidenheim an der Brenz.
Seit 1985 unterrichtet Packeiser am Lessing-Gymnasium in Norderstedt bei Hamburg, seit 1997 lehrt er auch an der Hochschule für Musik und Theater in Hamburg die Fächer Trompete und Naturtrompete, wo er 2014 zum Professor ernannt wurde.
1987 wird er Mitglied im Gottfried Reiche Consort Hamburg. Zudem ist Packeiser erster Trompeter im Deutschen Bachorchester.

## Einspielungen
- Festliche Musik für Trompete und Orgel im Ratzeburger Dom, Hans-Jörg Packeiser, Trompete und Neithard Bethke, RDM 390993 (ambitus)
- Festliche Barockmusik für Trompete und Orgel aus der Pauluskirche Heidenheim, Edition: 20 Jahre Silvesternachtkonzerte Heidenheim, mit Dörte Maria Packeiser, Orgel und Hans-Jörg Packeiser, Trompete. (CD)
- Music for His Majesty's Sackbuts and Cornetts, Musik der englischen Renaissance und des Barock für Blechbläserensemble und Schlagwerk, Gottfried Reiche Consort Hamburg, ambitus 97865
- Dialog, Musik für Blechbläser und Orgel in der Zeit der Romantik, Gottfried Reiche Consort Hamburg und Neithard Bethke, Orgel, ambitus 97922

## Notenausgaben
- Hans-Jörg Packeiser (Arrangeur), Johann Sebastian Bach, Konzertsatz für Trompete und Streicher, BWV 148, 1, erschienen im Verlag Martin Schmid Blechbläsernoten, Nagold 2001
- Hans-Jörg Packeiser (Arrangeur), Georg Philipp Telemann, Jauchzet dem Herrn alle Welt, erschienen im Verlag Martin Schmid Blechbläsernoten 1997 in Herrenberg (Partitur, Stimmen)